# Assedio di Ragusa (1813-1814)
L'assedio di Ragusa è avvenuto tra l'agosto 1813 ed il gennaio 1814. La città, presidiata da una guarnigione francese, fu attaccata dalle forze congiunte dell'esercito austriaco e della Royal Navy. Dopo un lungo assedio, il comandante francese della città fu costretto alla resa. 

## Contesto storico
La guerra tra Francia e Austria del 1809 aveva visto i napoleonici trovare una completa vittoria sui loro avversari. Le condizioni di pace poste furono piuttosto pesanti e tra di queste vi era la cessione della Dalmazia, unica regione austriaca affacciata sul mare, ai vincitori. La città di Ragusa rappresentava l'estremità meridionale di questa provincia ed era rimasta una città indipendente per secoli, fino a che, nel 1808, era stata annessa all'Impero francese. La città fu quindi occupata dai napoleonici stabilmente e questi stabilirono al suo interno una guarnigione.
Qualche anno dopo, in seguito alla sconfitta delle forze napoleoniche in Russia, le nazioni ostili alla Francia colsero l'occasione per attaccarla e tentare di destituire Napoleone. Gli scontri tra le due fazioni, concentrati tra Polonia e Germania, durarono per diversi mesi e videro, negli ultimi giorni, una generale ripresa dei napoleonici, che riuscirono a trovare diverse vittorie e recuperare gran parte dello svantaggio iniziale e dei territori persi. I due schieramenti, comunque, riuscirono a trovare un accordo per un'armistizio, nella speranza di raggiungere una pace soddisfacente. Napoleone, non disposto a cedere a compromessi, rifiutò le condizioni lui proposte e allo scadere dei termini concordati la guerra riprese, stavolta con l'Austria, prima neutrale, dalla parte della coalizione.

## Antefatti

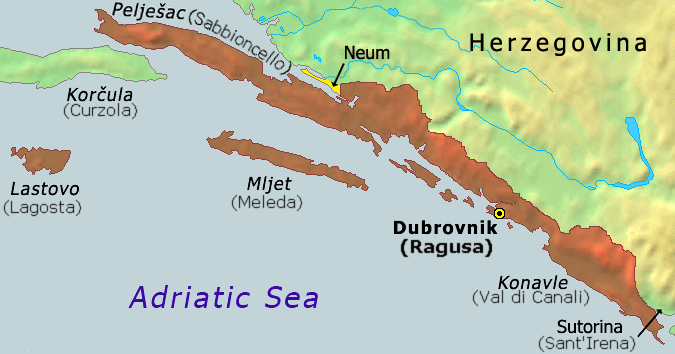
Mappa della Repubblica di Ragusa nel 1808

Dopo la fine della tregua dovuta all'armistizio di Pleiswitz, le forze asburgiche del generale von Radivojevich invasero i possedimenti francesi nella penisola balcanica: già ad agosto Fiume era passata sotto il controllo del generale Nugent e gran parte della Croazia era insorta, schierandosi apertamente al fianco delle truppe austriache. Nei due mesi successivi, la situazione non era cambiata, anzi, il grosso dell'esercito napoleonico si stava ritirando, lasciando solo qualche presidio all'interno di alcune fortezze nella pianura friulana.
Le città della costa orientale dell'Adriatico ancora sotto il controllo francese furono rapidamente raggiunte e circondate dalle forze austriache via terra e attaccate dalla flotta inglese. Al comando dei due schieramenti alleati erano il generale austriaco Tomašič e il vice-ammiraglio inglese Fremantle. La prima città a cadere fu Zara, assediata tra novembre e dicembre, a cui seguì Cattaro, caduta nei primi giorni di gennaio del 1814. L'unica città rimasta da conquistare era Ragusa, difesa dal generale Montrichard: il comandante francese aveva circa 2100 uomini, 1000 dei quali croati, e 165 cannoni per difendere la città. In realtà, la città aveva già subito nei precedenti mesi diverse incursioni da parte degli inglesi, che tra maggio e agosto si erano impadroniti di alcune isole non lontano dalla città.

## L'assedio

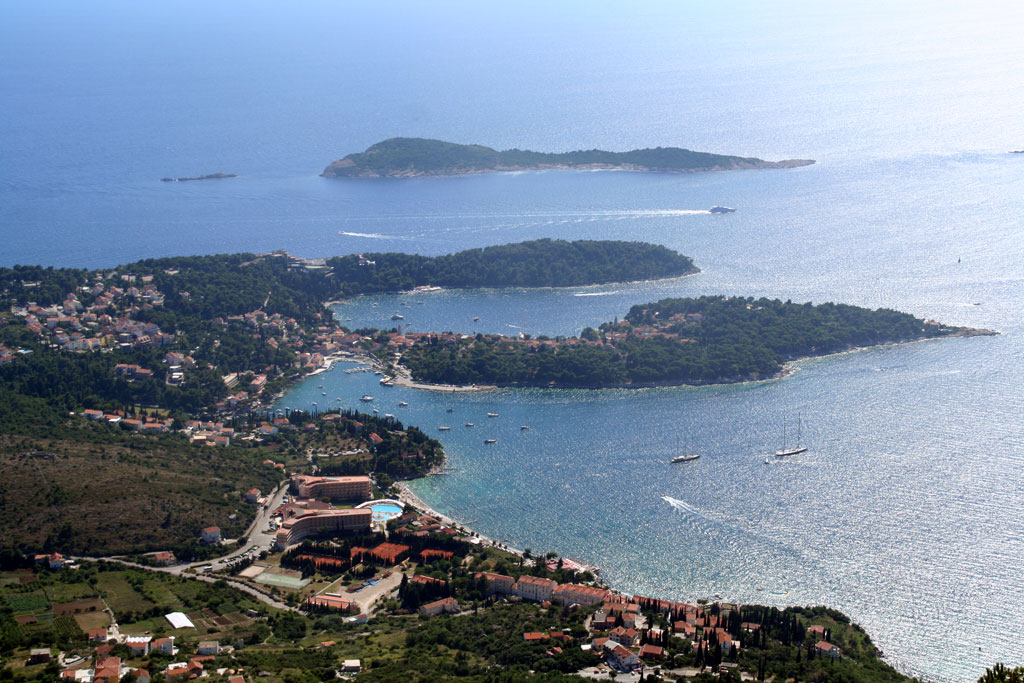
Vista di Ragusavecchia dalle colline circostanti

Sebbene le primissime fasi dell'assedio iniziarono già ad agosto, la situazione a Ragusa rimase relativamente calma ancora per diversi mesi. Nonostante le diserzioni dei croati, avvenute nell'ordine delle centinaia, la guarnigione della città era sufficientemente forte da riuscire a respingere ogni timido tentativo inglese di approdare in città e scoraggiare ogni tentativo di sollevamento del patriziato locale, desideroso di ripristinare la vecchia repubblica. I primi concreti progressi furono compiuti attorno all'11 ottobre, quando una flottiglia inglese sbarcò a Ragusavecchia. Sebbene un plotone di 80 croati avesse inizialmente montato una certa resistenza, presto, con la complicità di alcuni membri dell'alta società ragusana, questi furono convinti a cambiare fazione, lasciando attraccare le navi presenti. I complici ragusani, il conte Caboga ed il marchese Bona, furono incaricati di sobillare la popolazione locale e causare un'insurrezione generalizzata nel territorio circostante Ragusa, esattamente come stava succedendo già da tempo a Cattaro. Ben presto, i villaggi vicini iniziarono a consegnarsi uno ad uno nelle mani degli inglesi del capitano Hoste. La speranza del ritorno alla repubblica ragusana e la ormai provata fedeltà dei croati alla causa francese giocarono un ruolo importantissimo in questa fase: la prima convinse i civili ad aderire alla causa della coalizione, la seconda fece sì che gli stessi militari posti a difesa delle cittadine costringessero i pochi francesi presenti ad arrendersi.
Il 25 novembre una prima azione fu tentata via terra contro la città: gli inglesi e un gruppo di insorti raccoltisi a Ragusavecchia raggiunsero le alture che dominano la città e si avvicinarono al forte Imperiale, tentando di conquistarlo. Pur essendo giunti sotto alle sue porte, il fuoco dei francesi li costrinse a battere in ritirata. Nonostante questo fallimento, nello stesso giorno gli alleati ottennero degli importanti risultati: presero il forte Delgorgue, precedentemente abbandonato dai francesi; occuparono la cittadina di Bosanka e riuscirono a bloccare l'acquedotto di Ragusa, costringendo gli abitanti a ricorrere alle cisterne come unica fonte di acqua potabile. Il giorno seguente Montrichard ordinò a un corpo di volontari di ricondurre in città tutti i patrizi che soggiornavano nella vicina cittadina di Gravosa, probabilmente per avere degli ostaggi all'interno della città: l'azione si sviluppò in un acceso scambio di colpi tra gli insorti e le forze napoleoniche che, ritornate in città, aprirono il fuoco dei cannoni per allontanare i ribelli. Il 29 novembre una nuova azione dei ribelli fu tentata ma fu nuovamente respinta dai francesi. Dal giorno successivo, le forze napoleoniche si limitarono a proteggere il perimetro cittadino, senza più allontanarsi dalle mura di Ragusa, mentre gli insorti stabilirono il proprio quartier generale a Gravosa.

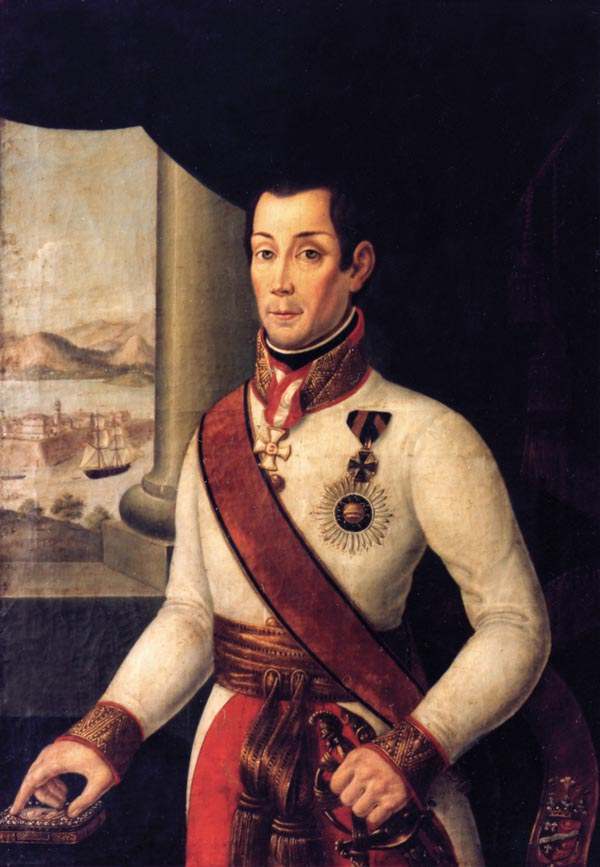
Franjo Tomašić, comandante delle forze austriache in Dalmazia

Agli inizi di dicembre, la città era ancora relativamente tranquilla, tanto che furono tenute delle celebrazioni per l'anniversario dell'incoronazione di Bonaparte. Fra gli assedianti, invece, emergevano i primi problemi di carattere politico: gli inglesi, non avendo uomini sufficienti per l'assedio, avevano fatto delle concessioni ai locali, alimentando la speranza della restaurazione della repubblica, per ottenere dei numeri adatti a proseguire lo scontro. Dopo svariati mesi, la cosa iniziò a ritorcersi contro le forze alleate: i paesi limitrofi a Ragusa si rifiutarono di prestare fedeltà all'imperatore Francesco, asserendo di essere stati liberati dagli inglesi e che questi avessero concesso loro di tornare al regime repubblicano. Per evitare problemi internazionali dovuti a questa faccenda, Hoste fece in modo che i suoi uomini intervenissero sempre più sporadicamente, lasciando che fossero gli austriaci di Milutinović e Tomašić, in arrivo dal nord, ad occupare la zona e a soffocare le voci indipendentiste ragusane: era ben chiaro che la regione sarebbe stata annessa dall'Austria al termine della guerra e che vi fosse già un accordo con le altre potenze della Coalizione al riguardo.
Nella notte tra l'8 ed il 9 dicembre i napoleonici tentarono una sortita: gli insorti avevano interrotto nei giorni precedenti le comunicazioni tra Ragusa ed il forte Imperiale, ancora occupato da una guarnigione francese. Le forze di Montrichard si divisero in due colonne ed attaccarono Gravosa. L'operazione sarebbe risultata in un disastro se il fuoco dei cannoni del forte non avesse impedito ad un secondo gruppo di insorti di giungere sul posto. Nello scontro, il marchese Bona fu ferito d un proiettile al petto, forzandolo ad abbandonare il suo ruolo di comando e ad affidare l'intera forza degli insorti a Caboga. Nonostante la piccola vittoria avesse risollevato il morale degli uomini accampati a gravosa, le loro condizioni non potevano essere definite buone: non avevano accesso ad alcuna forma di personale medico o di medicine e le loro provviste scarseggiavano a tal punto da essere costretti a saccheggiare i dintorni di Ragusa per procurarsi delle razioni alimentari.
L'anno 1814 vide un profondo cambiamento negli equilibri di forza tra le due parti: il generale Milutinović era finalmente arrivato a Ragusa con un folto gruppo di rinforzi, costituito da due battaglioni di croati, per un totale di circa 700 uomini. Comunque, gli austriaci non disponevano ancora di artiglieria o di viveri sufficienti e si videro costretti a lavorare fianco a fianco con gli insorti, sebbene fosse contrario alle loro intenzioni iniziali. Poco tempo dopo il loro arrivo, gli austriaci, informati da Hoste della oramai prossima caduta di Cattaro, si mobilitarono per raggiungere la città in tempo, prima che fossero gli insorti a prenderne il possesso. Cattaro, purtroppo, fu occupata da 5000 montenerini e Milutinović, non disponendo di forze sufficienti a reclamarne il possesso, fece ritorno a Ragusa, dove aveva lasciato Caboga al comando delle forze antifrancesi.
La collaborazione tra gli inglesi e gli austriaci si dimostrò più che fondamentale per la caduta della città: Hoste fornì alle truppe asburgiche diverse migliaia di cartucce, due mortai e due cannoni, suggerendo loro di catturare il forte Imperiale e da lì bombardare la città dall'alto. Le forze di Hoste e di Milutinović iniziarono a bombardare incessantemente la città che, rimasta quasi priva di artiglieri, non poteva rispondere al fuoco nemico. In più occasioni, tra il 22 ed il 26 gennaio, le forze alleate programmarono di attaccare il forte Imperiale per sfruttarne la posizione vantaggiosa, ma senza mai riuscire a compiere alcun progresso: nel primo caso, i difensori erano stati allertati dei movimenti degli austriaci, mandando all'aria il piano di un attacco a sorpresa, mentre nel secondo caso furono gli inizi dei colloqui per la resa a bloccare l'attacco alla fortezza. Le negoziazioni si protrassero per diversi giorni, soprattutto a causa della questione dell'indipendenza della città, ampliamente cercata dagli insorti. Comunque, Montirichard e Milutinović riuscirono a raggiungere un compromesso, escludendo del tutto gli insorti da alcun tipo di concessione: i francesi avrebbero consegnato la città agli austriaci in cambio di una resa onorevole e di un salvacondotto per tornare in Francia. A nulla servirono le opposizioni dei ragusani, che nel frattempo avevano perso anche il debole appoggio inglese di Hoste, apertamente schieratosi con Milutinović: le forze austriache entrarono in città il 29 gennaio.

## Conseguenze
Con la caduta di Ragusa, l'ultima città dalmata in mano francese era finalmente stata presa dagli austriaci. La zona fu immediatamente aggregata all'Impero austriaco, nonostante la città fosse stata indipendente per diversi secoli, deludendo profondamente la popolazione locale, che si aspettava di vedere rinascere la precedente repubblica, assimilata dall'Impero francese nel 1808. 
I francesi catturati furono presto inviati in Italia, con la condizione di non combattere contro le forze austriache per sei mesi. Le forze della Coalizione presero il pieno controllo dell'Adriatico, liberando forze utili per proseguire la lotta armata in Italia e l'assedio della città di Venezia. 